# Летний дворец Елизаветы Петровны
Летний дворец Елизаветы Петровны — несохранившаяся императорская резиденция в Санкт-Петербурге, деревянный дворец, построенный Б. Ф. Растрелли в 1741—1744 годах на месте, где теперь расположен Михайловский (Инженерный) замок. Снесён в 1797 году.

## Строительство и последующая история
В 1712 году на южном берегу Мойки там, где ныне павильон Михайловского сада, для Екатерины Алексеевны построен небольшой усадебный дом, завершенный башенкой с золочёным шпилем, носивший претенциозное название «Золотые хоромы». По нему Большой луг (будущее Марсово поле) на противоположном берегу получил наименование Царицын луг: именно оно будет употребляться чаще всего в XVIII, да и в начале XIX века. Территорию у дворца называют 3-м Летним садом. Камер-юнкер герцога голштинского Берхгольц 11 июля 1721 года, осмотрев усадьбу, записал: 

«Сад разведён недавно и поэтому в нём ничего ещё нет, кроме уже довольно больших фруктовых деревьев. Здесь же вырыты пять рядом расположенных прудов для содержания живой рыбы, привозимой к царскому столу».
 В оранжереях царицы садовник Эклибэн выращивал редкие для северных широт плоды: ананасы, бананы и др..
Уже тогда появилась идея замкнуть аллею Летнего сада напротив Карпиева пруда дворцовой постройкой. Об этом свидетельствует проект 1716—1717 гг., сохранившийся в архивах. Возможный его автор Ж. Б. Леблон. На нём изображён небольшой девятиосный дворец, повышенный центр которого завершён четырёхгранным куполом. Широкие одноэтажные галереи охватывают курдонёр с пышным фигурным партером, обращённый к Мойке. Позади разбит сад с многочисленными боскетами разнообразных очертаний. Сохранены плодовые посадки на территории нынешнего Михайловского сада. Однако дальше замыслов дело не пошло.
При Анне Иоанновне 3-й Летний сад превращается в «ягд-гартен» — сад для «гоньбы и стреляния оленей, кабанов, зайцев, а также галерея для охотников и каменные стенки для предупреждения залёта пуль и дроби». «Овощной огород» при этом перенесли на Литейную улицу, где впоследствии построят Мариинскую больницу.
В начале 1740-х гг. Б. Ф. Растрелли приступил к сооружению одного из примечательнейших зданий развитого русского барокко — Летнего дворца в 3-м Летнем саду для правительницы Анны Леопольдовны. 

«Строение этого дворца начато 24 июня 1741 г. … Повелено строить с крайним поспешанием».
Однако, пока велось строительство, произошёл переворот, и хозяйкой здания стала Елизавета Петровна. К 1744 г. деревянный на каменных погребах дворец был вчерне закончен. Зодчий в описании созданных им построек так говорил о нём:

«Это здание имело более 160 апартаментов, включая сюда и церковь, зал и галереи. Всё было украшено зеркалами и богатой скульптурой, равно как и новый сад, украшенный прекрасными фонтанами, с Эрмитажем, построенным на уровне первого этажа, окружённого богатыми трельяжами, все украшения которых были позолочены».
Несмотря на расположение в городской черте, здание решено по усадебной схеме. План создан под явным влиянием Версаля, что особенно заметно со стороны курдонёра: последовательно сужающиеся пространства усиливали эффект барочной перспективы двора, огражденного от подъездной дороги решёткой пышного рисунка с государственными гербами. Одноэтажные служебные постройки по периметру курдонёра подчеркивают традиционную для барокко замкнутость ансамбля. Довольно плоскостный декор светло-розовых фасадов (пилястры бельэтажа с коринфскими капителями и отвечающими им рустованными лопатками каменного цоколя, фигурные наличники окон) компенсировался богатой игрой объёмов. Сложные в плане, сильно развитые боковые крылья включали внутренние дворы с небольшими цветочными партерами. Пышные подъездные портики вели в лестничные объёмы, как всегда у Растрелли, смещенные с центральной оси. От парадной лестницы череда гостиных, украшенных золочёной резьбой, вела в самый представительный зал дворца — Тронный. Его двухсветный объём акцентировал центр здания. Снаружи к нему вели фигурные лестницы, со стороны сада дополненные пандусами. Завершали облик дворца, придавая ему барочную пышность, многочисленные статуи и вазы на увенчивающих здание фронтонах и балюстраде. Пространство до Мойки Растрелли украсил цветочными партерами с тремя фонтанными бассейнами сложных очертаний.
Как нередко бывало с творениями зодчего, с течением времени логичный и стройный первоначальный план изменяется в угоду сиюминутным требованиям. В 1744 г. для перехода императрицы во 2-й Летний сад через Мойку он строит одноэтажную крытую галерею, украшенную развешанными по стенам картинами. Здесь же в 1747 году у северо-западного ризалита он создаёт террасу висячего сада на уровне бельэтажа с павильоном Эрмитаж и фонтаном в центре партера. По контуру её ограждают пышной вызолоченной трельяжной решёткой, устраивают многомаршевые сходы в сад. В дальнейшем к северо-восточному ризалиту пристраивают дворцовую церковь, расширяя его дополнительным рядом помещений со стороны Фонтанки. На западном фасаде появляются эркеры-фонарики.
На прилегающей ко дворцу территории разбили декоративный парк с огромным сложным зелёным лабиринтом, боскетами, трельяжными беседками и двумя трапециевидными с полукруглыми выступами прудами (сохранившиеся до сих пор, они приобрели свободные очертания при реконструкции парка под великокняжескую резиденцию). О своей работе в парке в 1745 г. Растрелли сообщает:

«На берегу Мойки в новом саду я построил большое здание бань с круглым салоном и фонтаном в несколько струй, с парадными комнатами для отдыха».
 В центре парка находились качели, горки, карусели. Устройство последних необычно: вокруг большого дерева разместили вертящиеся скамейки, а в кроне скрывалась беседка, в которую поднимались по винтовой лестнице.
Ещё одна постройка, расположенная в непосредственной близости от северо-восточного угла дворца связана с именем зодчего: система водоснабжения фонтанов Летнего сада, выполненная в 1720-х гг. уже не давала достаточного напора, и не соответствовала блеску и величию императорской резиденции. В середине 1740-х гг. Растрелли строит водовзводные башни с акведуком через Фонтанку. Сложное в техническом плане, чисто утилитарное сооружение из дерева было украшено с дворцовой роскошью: роспись стен имитировала пышную барочную лепку.
Несмотря на то, что дворец являлся парадной императорской резиденцией, прямого сообщения с Невской перспективой не было: дорога, шедшая среди малопрезентабельных случайных построек (на берегу Фонтанки стояли ледники, оранжереи, мастерские и Слоновый двор) поворачивала на Итальянскую улицу, и только минуя дворец И. И. Шувалова, построенный Саввой Чевакинским, экипажи через Малую Садовую попадали на центральную транспортную артерию города. Прямая связь появится только в следующем веке благодаря работам К. Росси.
Елизавета Петровна очень любила Летний дворец. В конце апреля — начале мая (как позволяла погода) торжественный переезд императрицы из зимней резиденции оформлялся пышным церемониалом с участием двора, оркестра, полков гвардии под артиллерийский салют пушки у Зимнего дворца и орудий Петропавловской крепости и Адмиралтейства. Параллельно императорские яхты, стоявшие на рейде напротив Апраксина дома, отплывали к Летнему саду. В обратный путь царица отправлялась в последних числах сентября с теми же церемониями.
20 сентября 1754 г. в стенах дворца рождается будущий император Павел I. После смерти царицы дворец по-прежнему используется: здесь празднуется заключение мира с Пруссией. В тронном зале Екатерина II принимает поздравления от иностранных послов по случаю восшествия на престол. Однако с течением времени владелица начинает отдавать предпочтение другим летним резиденциям, особенно Царскому Селу, и здание ветшает. Сначала его отводят под жительство Г. Орлову, затем Г. Потёмкину.
Катастрофическое наводнение в сентябре 1777 г. разрушило фонтанную систему Летнего сада. Мода на регулярные парки прошла, и водомёты восстанавливать не стали, ненужный же акведук Растрелли разобрали.
Существуют две легенды основания Михайловского замка: по одной Павел I сказал: «Хочу умереть там, где родился», по другой стоявшему на часах в Летнем дворце солдату, когда тот задремал, привиделся архангел Михаил и повелел передать царю, чтобы построил на этом месте церковь. Как бы то ни было, в 1797 г. «за ветхостью» елизаветинское жилище сломали и приступили к возведению Михайловского замка. При этом убранство, имевшее определённый интерес, перевезли в другие дворцы. Так, в Гатчинский дворец доставили огромное количество мебели (возможно, что стулья, стоящие ныне в Аванзале, — это прежнее убранство Летнего дворца). Сегодня только объёмное построение фасада замка, обращённого к Летнему саду (возможно, по желанию монарха), да великолепные рисунки М. И. Махаева с изображением фасадов напоминают об исчезнувшей постройке.
Подробных описаний Летнего дворца не осталось, тем более интересно краткое замечание, сделанное дотошным французским путешественником Марселем Форсия де Пилесом в 1791 г., то есть незадолго до исчезновения сооружения: «Большое деревянное строение, прежде бывшее обиталищем двора; с множеством покоев, среди которых весьма мало примечания достойных. Галерея почти ста футов длины на шестьдесят ширины, богато убрана зеркалами и позлащенным деревом; в отношении до соразмерности потолок оной очень низок. На одном из её концов поставлено тронное место, целиком позолоченное и в красном бархате. Другая зеркальная галерея, почти ста тридцати футов, сообщается с часовнею, обыкновенной для России, таковою, когда она пред святилищем преграду из позлащенного дерева с нагромождением дурных картин и безобразных украшений имеет. Все уборы устарели, и среди оных не имелось даже великолепных. Императрица (имеется в виду Екатерина II) иногда приезживала в сей дворец для обеду; его местоположение чрезвычайно приятно.
Деревянный мост соединяет оный с гуляньем, посещаемым в городе более прочих, у коего таковой вид, будто сие есть дворцовый сад. Есть другое довольно примечательной длины. Деревянная баня с медными ваннами, много мраморных статуй пред входом, иные рассеяны по различным аллеям… Небольшое здание, называемое Эрмитажем, целиком убранное картинами, но среди них нет дивных; оного местоположение приятно».